# Parachironomus lewisi
Parachironomus lewisi är en tvåvingeart som först beskrevs av Freeman 1957.  Parachironomus lewisi ingår i släktet Parachironomus och familjen fjädermyggor. Inga underarter finns listade i Catalogue of Life.